# Fudoki
Los fudoki (風土記?) son antiguos informes relativos a la cultura y la geografía de las provincias de Japón. Contienen registros agrícolas, geográficos, folklóricos, mitológicos e históricos.
Tras la reforma Taika de 646, se hizo necesario la centralización y consolidación del poder de la Corte Imperial, y era necesario conocer el estado de las tierras. Según el Shoku Nihongi, la Emperatriz Genmei en 713 emitió un decreto por el cual requería la información de cada provincia. La recopilación de los fudoki se hizo en un período de 20 años.
Al menos 48 provincias aportaron para sus registros, pero solo sobrevive en la actualidad de manera casi íntegra el registro de la provincia de Izumo. Parcialmente se conocen los registros de Hizen, Bungo, Harima e Hitachi, y otros pocos pasajes de algunos volúmenes se encuentran dispersos en varias fuentes secundarias.